# Blázy János (lelkész, 1684–1763)
Idősebb Blázy János (Blahoszlav, Ján Blasius) (Ivánkafalva, 1684. június 2. – Nagypalugya, 1763. május 4.) evangélikus lelkész.

## Élete
Apja Blahoszlav András (Blázy, Blasius, Szabó) esperes, aki 1695-ben Boroszlóban, 1704-ben Divákban volt lelkész. 1695-ben a körmöcbányai iskolába íratták be, 1704-ben Wittenbergben tanult, onnan 1705-ben Zólyomlipcsébe költözött, 1706-tól a település lelkésze. Stubnában és báró Ujfalusy Pál házában, végül Trencsénben viselt lelkészi hivatalt; 1749-ben szélütés érte, ezért hasonnevű fiához Palugyára költözött, ahol Tábor nevű hegy alatt címen egyházi énekeket szerzett szlovák nyelven. Ott is hunyt el.

## Művei
- Každy duch chval Hospodina (Minden lélek dicsérje az Istent; kiadta 1720-ban Kleych Venczel és tartalmaz 77 egyházi éneket.)
- Apatečka dusbovní i domovni záržuji. Puchó, 1739 (Szellemi és házi gyógytár vagyis a lélek és test fentartására szolgáló gyógyszerek gyűjteménye)
- Milovníkuv písní duchovních roskose nové. 1743 (Az egyházi énekek kedvelőinek uj gyönyörűségei)
- Luther kátéja bibliai mondatokkal, szlovák nyelven, 1717
- Libé jadro zpevu evangelickych starych y novy 1717 (Evangéliumok)
- Roskosé nové (Közkézen forgott imakönyv)
- Apotéka duchovaj v cas morového nakazenj potrebná

Még két füzetnyi egyházi éneket adott ki, egyiket 1745-ben, másiknak éve s helye ismeretlen.
A Cithara Sanctorum' című gyűjteményben hat eredeti és 15 fordított szlovák egyházi ének van tőle. Minthogy fia János is költő volt, nem lehet tudni, mely énekek származnak tőle és melyek a fiától.